# Сражение при Бухаресте (1916)
Битва при Бухаресте — наступательная операция войск Центральных держав против румынской армии во время Первой мировой войны, продолжавшаяся с 25 ноября по 6 декабря 1916 года. Важнейшая операция Румынской кампании завершилась победой австро-германо-болгарских войск, отступлением румынских войск и потерей ими Бухареста.

## Ход операции
После того как войска Центральных держав смогли одержать ряд побед над румынами в Трансильвании и Добрудже, 9-я армия Фалькенхайна сбила румынские войска с перевалов южных Карпат и вышла на оперативный простор в западной Валахии, а Дунайская армия Макензена форсировала Дунай в районе Систово-Зимница и начала наступление на Бухарест с целью захвата румынской столицы. Началось фронтальное оттеснение румын в северо-восточном направлении. К началу декабря германцы подошли к линии Бухарест-Плоешти.
В развернувшемся сражении при реке Арджеш германо-болгарские войска нанесли поражение румынам. 6 декабря румынская северная линия обороны также подверглась атаке и обходу со стороны левого крыла 9-й армии Фалькенхайна. При отступлении румынских войск к столице они сожгли зерновые поля близ Плоешти. Немецкий 1-й резервный корпус под командованием Курта фон Моргена занял Тырговиште и Плоешти.
После того, как кавалерийский корпус генерала фон Шметтова прорвался в районе северо-западных фортов Бухареста, гарнизон капитулировал, и столица была занята войсками Центральных держав. 
Остатки румынских войск отступили в Молдову, румынское правительство также эвакуировалось в эту провинцию. Временной столицей Румынии стал город Яссы.
Войска Центральных держав продолжали фронтальное наступление и к 17 декабря вышли на фронт Черноводы-Бузео-верховья реки Завала. 
Особое значение в ходе сражения имели действия конницы.
Несмотря на то, что битва за Бухарест была проиграна румынами, в конечном итоге она стала лишь тактическим поражением, поскольку Центральные державы не достигли своей стратегической цели — вывести Румынию из войны.